# Technicien en logistique d'entreposage
 (28 novembre 2010).
En France, Technicien en logistique d'entreposage est une formation de niveau IV reconnue qui permet d'être opérationnel dans un entrepôt.
Autre appellations : Chef d'équipe, Gestionnaire de stocks, Responsable de stocks, Responsable Produits finis, Responsable client, Chef de dossier, Chef de quai, Chef d'exploitation d'entreposage

## Le métier
Dans un entrepôt, le technicien est chargé d'organiser la mise en stock et la sortie des marchandises en s'assurant de la cohérence entre stocks physiques et les données du système d'information. Il gère les éventuelles réclamations ou demandes spécifique émanant des clients, donneurs d'ordres, prestataires ou tout autre interlocuteur. Il répartit les équipes et le matériel selon la charge de travail et en fonction des différentes contraintes (respect des procédures sécurité et qualité, des délais et du niveau de service client visé). Pour l'arrivage comme le départ des marchandises, il valide les documents de transport (nationaux et internationaux) ou émet des réserves.

## Le diplôme
Il s'agit d'un titre professionnel de niveau IV et/ou de certificats de compétences professionnelles (CCP). Il est également possible d'obtenir, par une démarche de validation des acquis de l'expérience (VAE), le titre de Technicien en Logistique d'Entreposage en 2 Certificats de Compétences Professionnelles et après un entretien avec un jury.
Ces certificats sont les suivants : 
1. Coordonner et contrôler les opérations liées aux mouvements des marchandises en entrepôt.
2. Organiser l'activité des équipes et la gestion du matériel de la zone d'entreposage.

## Durée et organisation de la formation
- la durée initiale de niveau IV est de 8 mois environ (1085 h., suivant le centre de formation.
- La formation se compose de 2 modules qualifiants comprenant chacun une période en entreprise :